# 市岡忠男
市岡 忠男（いちおか ただお、1891年（明治24年）11月15日 - 1964年（昭和39年）6月23日）は、日本の野球選手（捕手）・監督、プロ野球球団経営者。日本競輪学校（当時）初代校長。
早稲田大学野球部監督、読売新聞社社員、大日本東京野球倶楽部（後の巨人軍）初代総監督、日本職業野球連盟初代理事長、東京巨人軍初代代表を歴任。
バスケットボール選手のショーン・ヒンクリーは曾孫に当たる。

## 経歴
長野県下伊那郡（現飯田市）出身。京都一商（現在の京都市立西京高等学校）から早稲田大学に進学。早大で名捕手として鳴らし、1917年から主将。1925年（大正14年）、飛田穂洲の後任として2代目野球部監督となる。しかし、野球部総務の河野安通志がグラウンドに出て選手に指示を与えたことがあり、市岡は現場への介入と見て河野に不快感を抱いた。さらに、福田宗一投手の入学を巡る対立をきっかけに、1930年（昭和5年）秋に監督を退任し、読売新聞社に就職した。
読売新聞社は1931年にアメリカ大リーグ選抜軍を日本に招待し、全日本軍や東京六大学野球などとの対戦が組まれ、成功を収めた。しかし、1932年に野球統制令により学生選手のプロ選手との対戦が許可制になり、実質的に興業ができなくなった。
そこで市岡、浅沼誉夫、三宅大輔、鈴木惣太郎の4人は、野球統制令対策として職業野球チームを結成することを正力松太郎社長に働きかけた。その結果1934年6月9日、日本工業倶楽部で「職業野球団発起人会」が開かれ6月11日には創立事務所が設けられた。この時、沢村栄治を勧誘して入団を実現させている。2度目の大リーグ選抜軍招聘が成功裏に終わると、12月26日に全日本軍の選手を中心にした選手19名で株式会社大日本東京野球倶楽部が結成された。大日本東京野球倶楽部（途中で東京ジャイアンツ、さらに東京巨人軍と改称）は総監督市岡・浅沼、監督三宅の体制でアメリカ遠征に出発、主にマイナー級の球団と対戦した。帰国後はプロ野球リーグ結成までの間、巨人は社会人チームと対戦して36勝3敗1引き分けであったが、市岡は東京鉄道管理局に2度敗れたことを重視して三宅を更迭、総監督の浅沼を後任に据えた。1936年2月5日、巨人を始めとする7球団の野球リーグ「日本職業野球連盟（後の日本野球連盟）」が結成され、市岡は創立委員長から理事長となり、さらに巨人の球団代表になった。同年6月16日、選手との隔たりから解任された浅沼の後任として、東京鉄道局監督の藤本定義を監督に迎えた。
市岡は正力の信頼の元、プロ野球リーグ誕生の功労者として権勢を振るった。確執のある河野もプロ野球リーグに加わった（河野は日本初のプロ野球チームである日本運動協会の創立者であった）が、両者はたびたび衝突した。たとえば、1940年（昭和15年）に行った「満州遠征」について、河野は翌年の開催を地元の主催者に約束したが、市岡は過密日程による選手の疲労などを問題にし、これを中止させた。日本職業野球連盟事務局長の座にあった河野は辞職したが、一方的な辞職に市岡はさらに憎悪した。さらに、第二次世界大戦敗戦後の1945年12月、河野が戦時下に解散した大和軍の後継球団として東京カッブスの加盟を申請すると、市岡は「（河野は）自ら進んで大和軍を解散したのだから」と猛反発し、他球団のあずかり知らぬところで申請を潰してしまった。しかし、1946年に正力が公職追放されたことで市岡の地位も危うくなり、まもなく巨人軍代表を辞職した。
辞職直後、選手に対する訓練においての実績を買われる形で競輪界からスカウトを受け、競輪選手の再訓練・新人教育を行なう日本サイクリストセンター（のち日本競輪学校、現日本競輪選手養成所）の二代目所長に就任。日本サイクリストセンターが1955年に日本競輪学校へと改組された後も、日本競輪学校としては初代校長として1957年まで務めた。
1962年、職業野球誕生に対する功績などにより、特別表彰による野球殿堂入りを果たした。1964年6月23日死去。墓所は小平霊園。